# 弗里西亚海豹属
弗里西亚海豹属（学名：Frisiphoca）是海豹科下的一个属。

## 下属物种
本属包括以下物种：
- 近缘弗里西亚海豹 Frisiphoca aberratum Dewaele, Lambert & Louwye, 2018
- 迷踪弗里西亚海豹 Frisiphoca affine Dewaele, Lambert & Louwye, 2018